# 이준석 (축구 선수)
이준석(2000년 4월 7일 ~ )은 대한민국의 축구 선수로 현재 서울 이랜드에서 공격수로 뛰고 있다.